# Agave colorata
Az Agave colorata az egyszikűek (Liliopsida) osztályának spárgavirágúak (Asparagales) rendjébe, ezen belül a spárgafélék (Asparagaceae) családjába tartozó faj.

## Előfordulása
Az Agave colorata eredeti előfordulási területe Mexikó nyugati részei; azaz a Sinaloa állam és a Kaliforniai-félsziget közé eső térség. A Sonora-sivatag egyik jellegzetes növényfaja.

## Képek

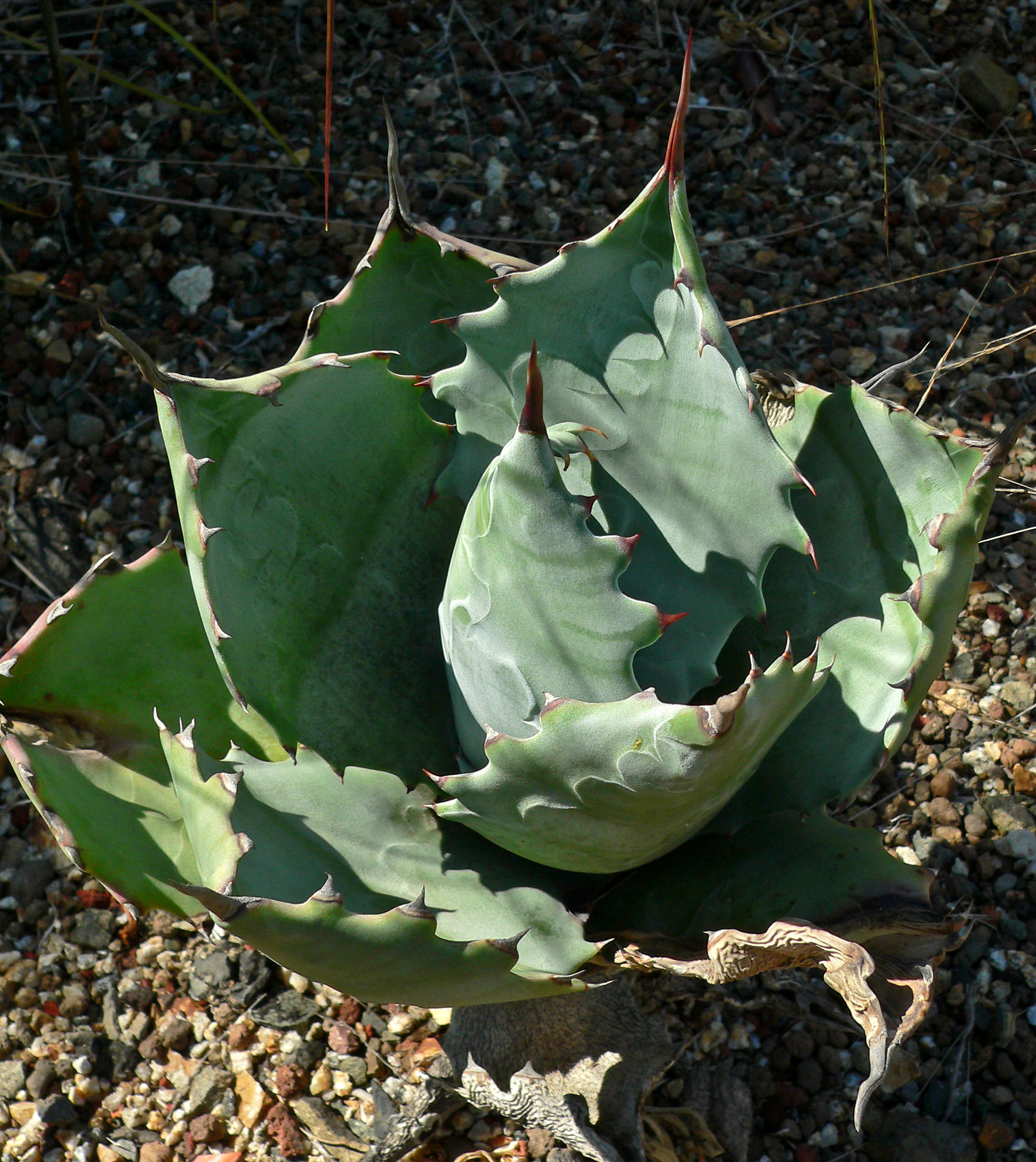
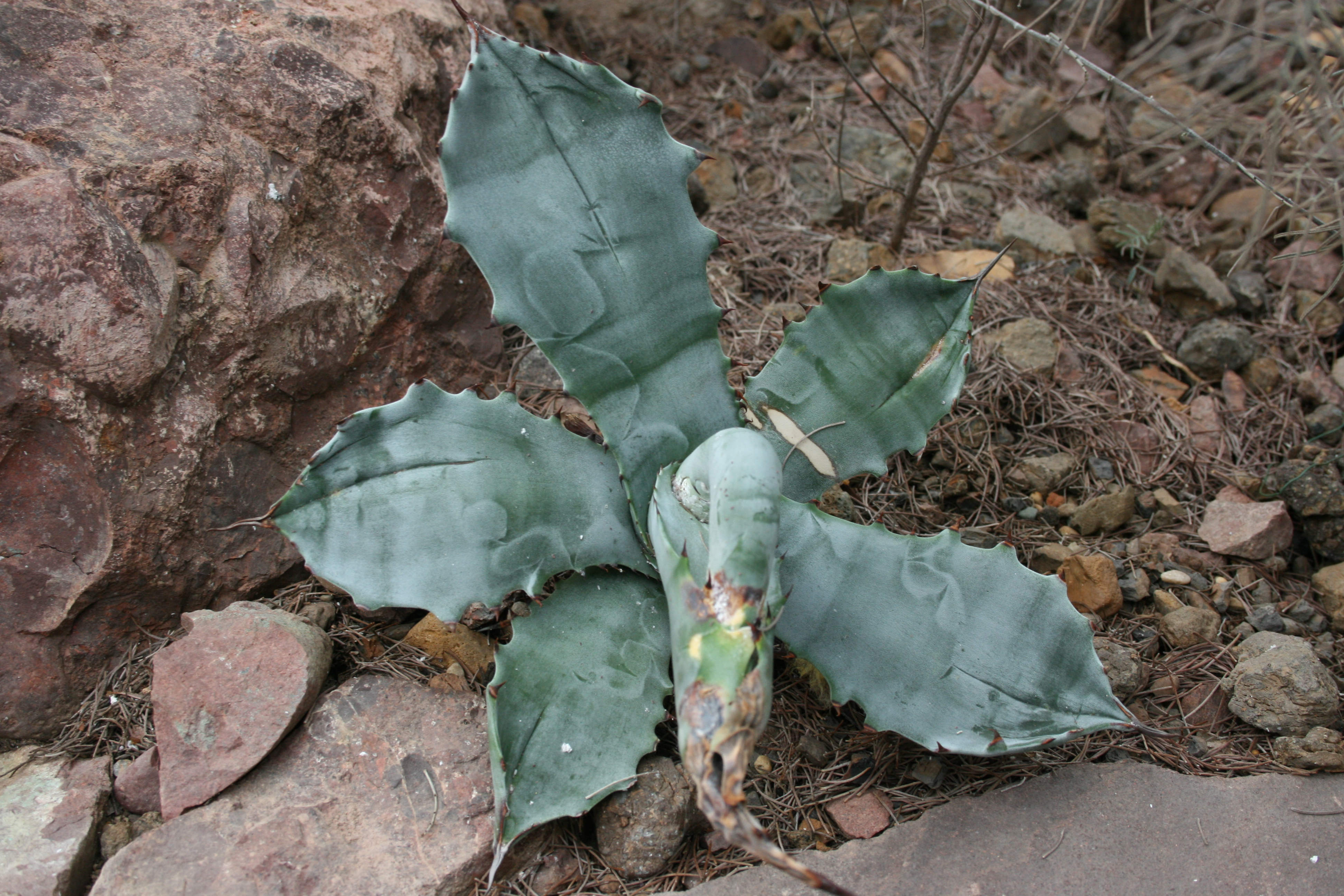
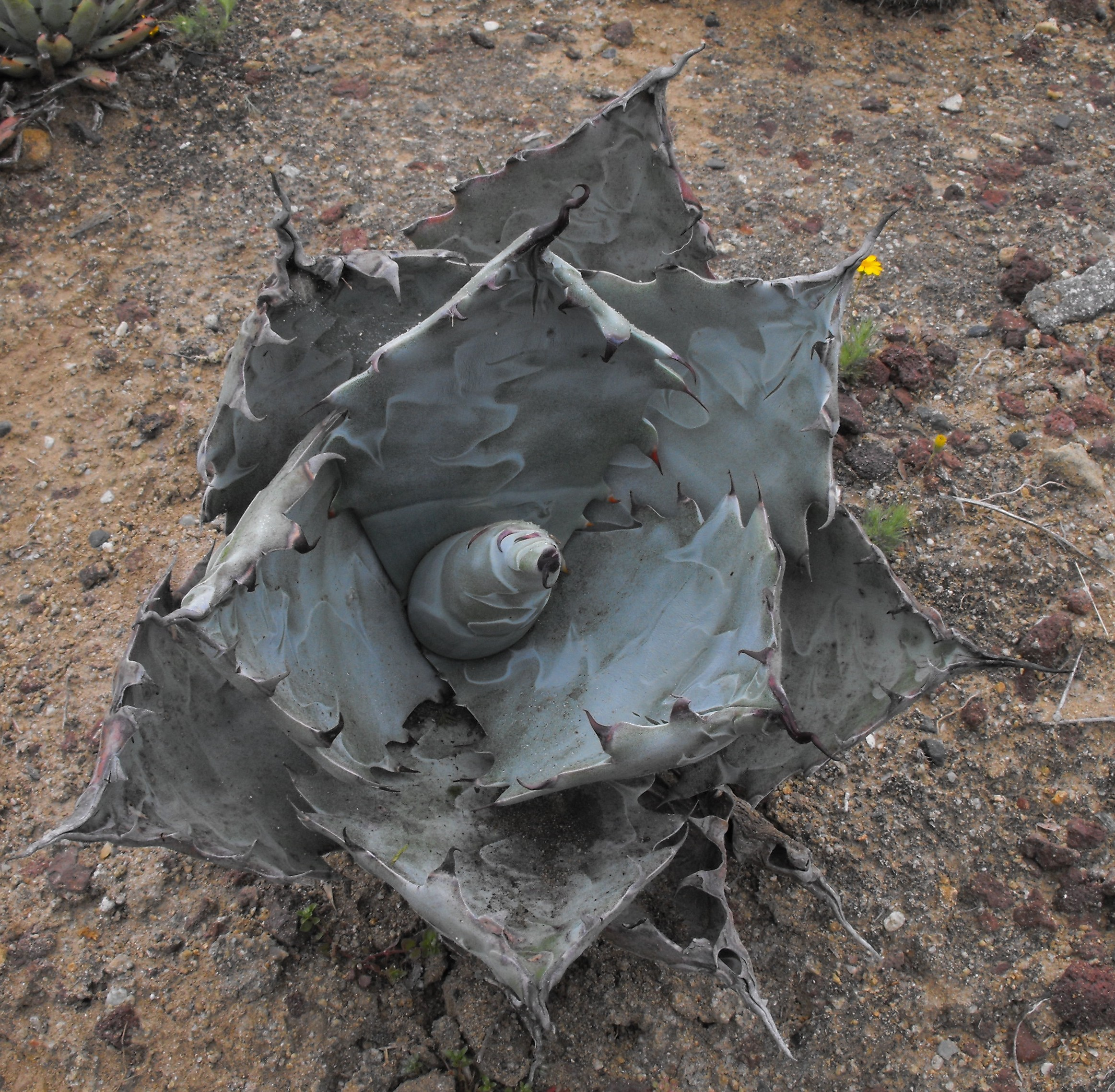
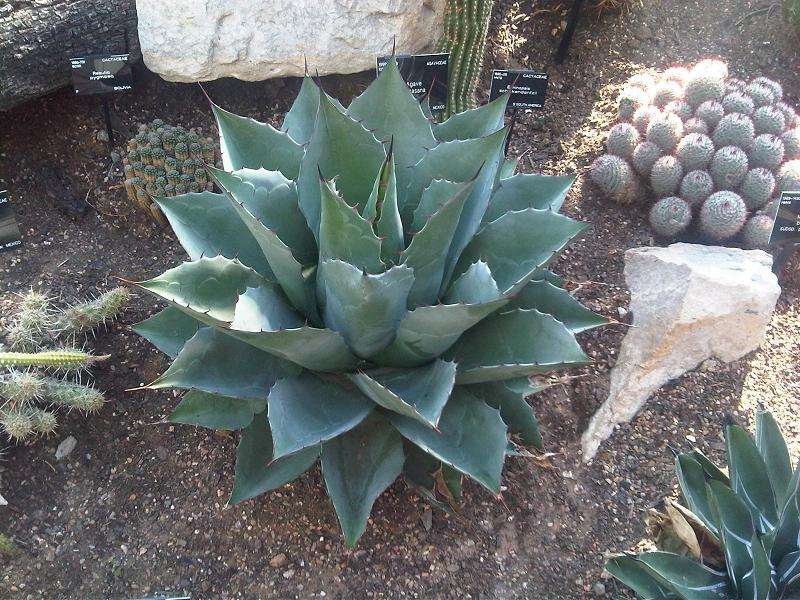
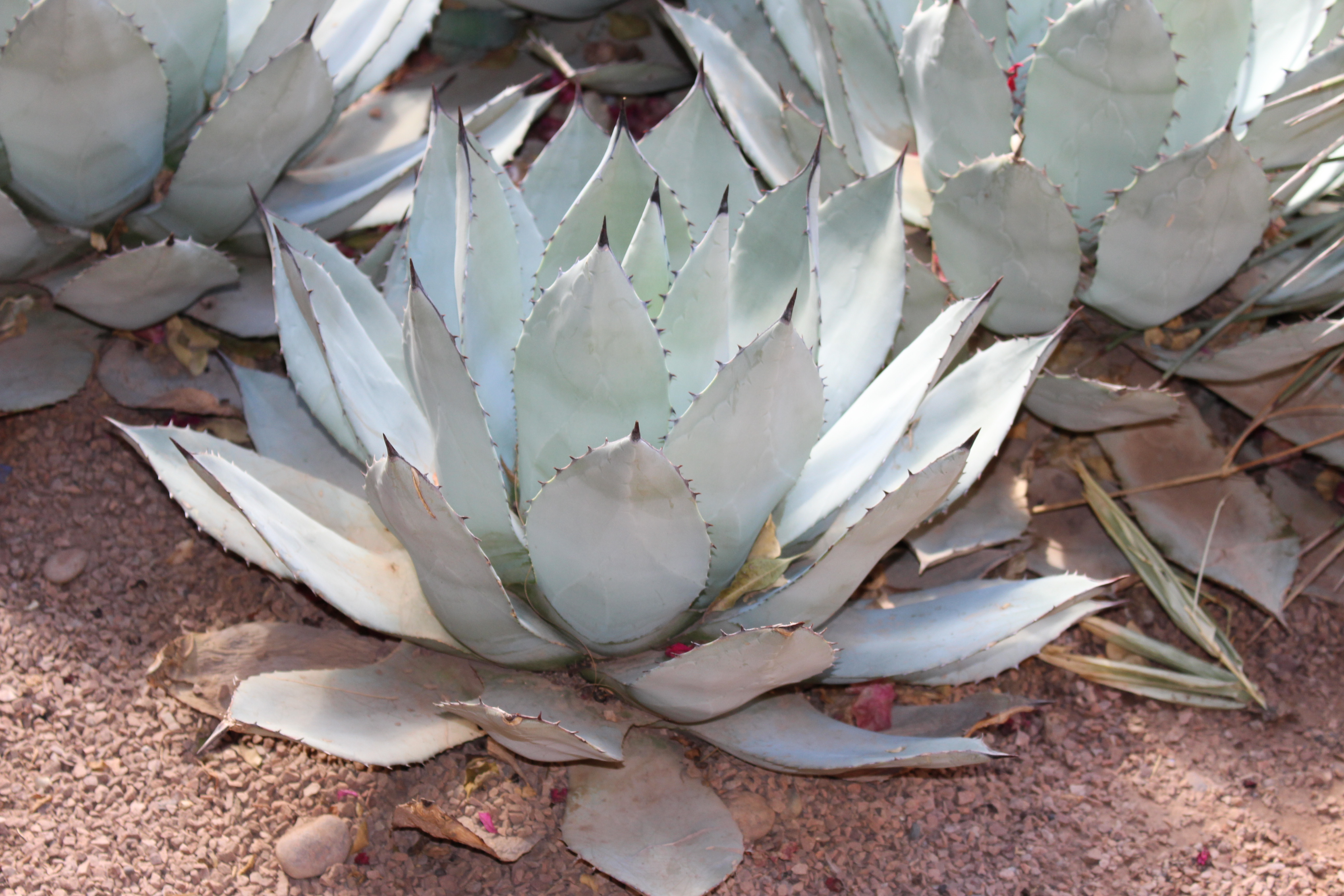